# Маса Лубренсе
Маса Лубренсе (итал. Massa Lubrense) је насеље у Италији у округу Напуљ, региону Кампанија.
Према процени из 2011. у насељу је живело 10192 становника. Насеље се налази на надморској висини од 406 м.

## Становништво
| 1931. | 1936. | 1951. | 1961. | 1971. | 1981.  | 1991.  | 2001.  | 2011.  |
| ----- | ----- | ----- | ----- | ----- | ------ | ------ | ------ | ------ |
| 8.670 | 8.769 | 8.965 | 9.158 | 9.621 | 10.476 | 12.029 | 12.880 | 14.020 |